# Боэдо (Буэнос-Айрес)
Боэдо (исп. Boedo) — один из районов Буэнос-Айреса, Аргентина. Район ограничен улицами проспект Авенида Индепенденсия, Санчес де-Лория, Авенида Касерос и Авенида Ла-Плата. Он граничит с районом Альмагро на севере, Сан-Кристобаль и Парке-Патрисьос на востоке, на юге с Нуэва Помпея, с Кабальито и Парке-Чакабуко на западе. Часть коммуны № 5. Район имеет площадь около 2,61 квадратного километра и население 45 563 жителя согласно переписи 2001 года с плотностью населения 17 457 чел / км².

## Особенности
Боэдо появился как типичный рабочий район в южной части города, который стал известен с появлением социальной литературы, разработанной с появлением Grupo de Boedo. Она получила своё название от одноименной улицы Авенида Боэдо, район официально получил своё название с 1972 года, в нём присутствуют старые дома, как и в других районах федеральной столицы, соседствуя современными зданиями, построенными в последние годы. Несмотря на большое количество историй танго которые связаны с Боэдо, это один из самых новых и молодых районов. В районе проходит автодорога Autopista 25 de Mayo, параллельная проспекту Авенида Сан-Хуан и улице Авенида Равон, автодорога Autopista 25 de Mayo пересекает район с востока на запад.

## Топонимика
Боэдо является единственным районом в городе Буэнос-Айрес который берет своё название от конкретного проспекта. Авенида Боэдо была названа в честь доктора Мариано Боэдо Хоакина в 1882 году. Он был блестящим юристом, который родился в 1782 году и был депутатом провинции. Он посвятил свою жизнь делу независимости и подписал Акт о государственной независимости. Позже он стал вице-президентом Конгресса Тукуман. В 1817 году ушёл в отставку и умер два года спустя, в возрасте 37 лет.

## История
Первоначально, пространство, занимаемое районом Боэдо делили между собой районы Альмагро, Сан-Кристобаль и Парке-Патрисьос. Здесь располагались печи для обжига кирпича, молочные фермы, мельницы, продуктовые магазины и склады. В начале двадцатого века начинают появляться кафе, танго и поэты.
Буэнос-Айрес включил район в муниципальный кадастр 6 марта 1882 года, когда его территорию занимала еще полу-сельская местность граничащая с Авенида Боэдо. Улица часто использовалась в последние десятилетия девятнадцатого века автомобилистами и по ней проходили стада животных. Даже в двадцатом веке, Авенида Боэдо стала использоваться для трамвайного движения. Трамвайная сеть была одним из факторов что привлекало новых жителей. Улицу заселяли в первые три десятилетия XX века, в основном иммигранты, благодаря свободным землям в этом районе.

## Границы
Боэдо отделен от района Парке-Патрисьос проспектом Авенидой Касерос, от района Альмагро проспектом Авенида Инденпендсия, от районов Сан-Кристобаль Санчес де-Лория и Кабальито и Парке-Чакабуко проспектом Авенида Ла-Плата. Площадь района составляет 2,6 квадратного километра.

## Достопримечательности

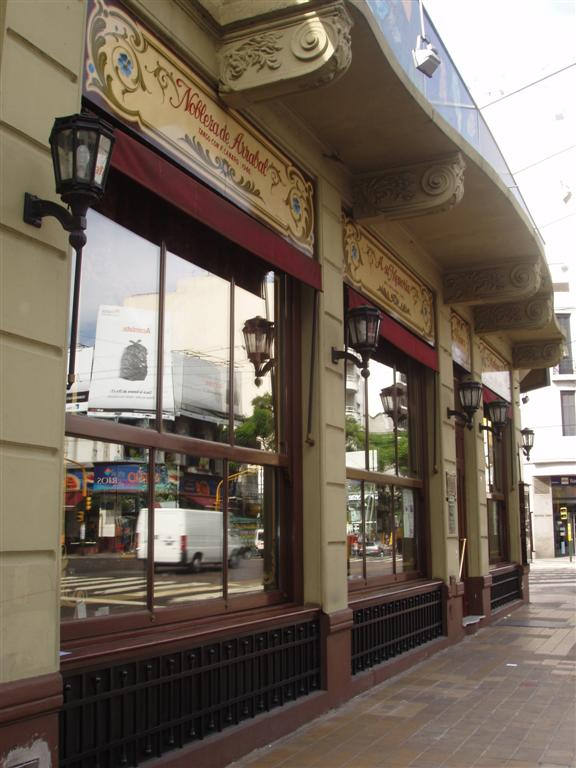
Esquina Homero Manzi

На углу проспектов Авенида Сан-Хуан и Авенида Боэдо, где когда-то находилось "кафе Самолет (Café del aeroplano)", а затем было переименовано в "Nippon" и "Canadian", на сегодняшний день это кафе известно под названием "Esquina Homero Manzi". Хомеро Манци (Homero Manzi) по известной городской легенде, знаменит тем что создал направление танго под названием "Sur" и кафе было объявлено Национальным историческим памятником Законом № 24,704.
Угол Авенида Сан-Хуан и Авенида Боэдо упоминается в первом стихе танго "Sur", одной из самых известных песен Буэнос-Айреса. В честь её автора, кафе было названо "Esquina Homero Manzi" и здесь проходят несколько фестивалей танго в течение года. Проспект Авенида Боэдо недавно получил титул от правительства города Буэнос-Айрес - "Пасео дель танго».
Другим важным местом в районе Боэдо является угол улицы Сан-Игнасио и Авенида Боэдо. Там остались памятные таблички посвящённые деятелям Социалистической партии которые много лет занимали это помещение. 80 скульптур были выставлены в Буэнос-Айресе. Милонга "Кортада де-Сан-Игнасио" с музыкой и стихами Орасио Салган и Кармело Волпе посвящена этому месту города, которое получило название "Escultor Francisco Reyes" в честь скульптора и известного жителя Боэдо.
|  |  |  |  |

## Бары и кафе
"Кафе Данте", которое расположено по адресу Авенида Боэдо 745, известно, тем что там часто появляются игроки и официальные лица клуба Сан-Лоренсо де Альмагро. Оно также является  местом встречи для членов La República de Boedo. Открытое примерно в 1917 году (точно не известно) работает по настоящее время.
"Кафе Эль Капучино" также известное кафе в районе Боэдо. Хотя в прошлом кафе было более знаменито, но сейчас известно тем что там учился танцевать один из самых известных танцоров в первые десятилетия прошлого века, Хосе Овидио Бианкет (Bianquet), более известный как "cachafaz '.
Кафе "Bien Bohemio" расположено на улице Санчес Лория 745 в доме, где жил композитор, аранжировщик Тити Росси, автор известных танго и вальсов, таких как  «Bien Bohemio», «Azúcar, pimienta y sal», «Así bailaban mis abuelos», «Me han prohibido quererte», и других. В кафе появлялись бесчисленные большие звёзды танго, такие как Варела и многие другие. Это место с большой историей танго, любители которого не должны упустить возможность в нём побывать. По адресу 1700 по проспекту Авенида Ла-Плата расположен бывший стадион клуба Сан-Лоренсо де Альмагро известный как "Гасометро".

## Транспорт
Через район Боэдо проходит несколько автобусных маршрутов и линия метро E (станции Боэдо и Авенида Ла-Плата).
Основными проспектами района являются Авенида Сан-Хуан, Авенида Индепенденсия и Авенида Ла-Плата.